# Oud- en Nieuw Wateringveldsche polder
Het waterschap Oud- en Nieuw Wateringveldsche polder was een waterschap in de gemeente Wateringen, in de Nederlandse provincie Zuid-Holland.
Het waterschap was verantwoordelijk voor de drooglegging en de waterhuishouding in de polder.

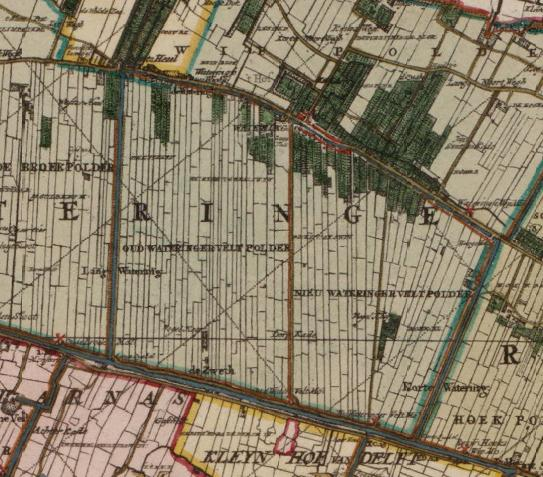
kaart 1712